# Mikael Svonni
Enok Mikael Svonni, född 3 september 1950 i Jukkasjärvi församling, Norrbottens län, är en svensk-samisk lingvist och översättare till nordsamiska. 
Mikael Svonni är sedan 2008 professor i samisk språkvetenskap vid Universitetet i Tromsø. Han har tidigare arbetat vid institutionen för språkstudier vid Umeå universitet sedan 1993 och bland annat varit professor i samiska språk fram till 2008. 
Mikael Svonni växte upp i en renskötarfamilj i Gabna sameby, bland annat i familjens viste i Rávttasjavri. Han disputerade på Umeå universitet 1993 på en avhandling om samiska skolbarns samiska, och han har också senare publicerat artiklar om samiska språk i skolan. Han har senare arbetat med grammatiska frågor.
Han fick Gollegiellapriset 2014.
Han är gift med Inez Svonni Fjällström och har tre barn. Han bor i Rávttas.